# Парус (станція метро)
«Парус» — проєктована станція Центрально-Заводської лінії Дніпровського метрополітену. Назва — від однойменного житлового масиву, що знаходиться поруч.

## Проєкт розташування
Планується, що станція буде розташована на захід від діючої станції  «Покровська». Рік відкриття майбутньої станції невідомий.
Існують поки що три версії запропонованого розташування цієї станції:
- на розі вулиць Великої Діївської та Метробудівської;
- на розі вулиць Метробудівської та Штурманського провулку;
- в районі перехрестя вулиць Великої Діївської, Моніторної та Гідропаркової.

## Історія будівництва
29 січня 2008 року Дніпропетровською обласною радою виділено перший мільйон гривень ВАТ «Харківметропроєкт» для розробки проєкту будівництва майбутніх станцій метро «Парус-1» та «Парус-2», загальна вартість проєктної документації станом на 2008 рік складала 13 млн гривень, а запланована вартість робіт — близько 200 млн гривень, але вважається, що  реальні витрати можуть досягти більш ніж 350-360 млн гривень. 
Очікується, що будівництво буде здійснюватися відкритим способом.